# Joan Francesc March
Joan Francesc March Ques (* 1927 in Santa Margalida; † 26. Juli 2019) war ein spanischer Schriftsteller.

## Leben
1945 nahm March an der Universität Barcelona ein Studium der Rechtswissenschaften auf. Er trat später in die Kongregation der Heiligen Herzen ein und absolvierte ein priesterliches Studium im Santuari de Lluc auf Mallorca und in Rom. Es folgten längere Aufenthalte in Italien, Kuba und Argentinien. 1974 kehrte er nach Mallorca zurück.
1977 veröffentlichte er dort ein wohl autobiographisches Buch. Im Jahr 1978 folgte ein Werk mit einer futuristischen Vision zur weiteren Entwicklung Mallorcas. Er betätigte sich als Leiter des Projektes Lectures Mallorquines, in dem verschiedene Autoren zu Themen Mallorcas publizierten. Ein 1980 veröffentlichtes Werk befasste sich mit einer christlichen Rechtfertigung der Kriegsdienstverweigerung. 2005 veröffentlichte er seinen Briefwechsel mit dem Orientalisten Joan Mascaró i Fornés.
Joan Francesc March war ein Großneffe des Finanziers Juan March Ordinas.

## Veröffentlichungen (Auswahl)
- L ´Hereu de la corona, Novelle, 1976, deutsch: Der Kronerbe, 1980, ISBN 84-85932-00-5
- Confessions d´en gori soler, 1977
- Els Triomfadors, 1978
- Lectures Mallorquines, 1. Band, 1979, Projektleiter
- Desertor, 1980
- (mit Ramón Rosselló Vaquer): Història de Santa Margalida, 1981
- Joan Mascaró, la vila i els margalidans, 2005